# タウリアノーヴァ
タウリアノーヴァ（イタリア語: Taurianova）は、イタリア共和国カラブリア州レッジョ・カラブリア県にある、人口約15,000人の基礎自治体（コムーネ）。

## 地理

### 位置・広がり

#### 隣接コムーネ
隣接するコムーネは以下の通り。
- チッタノーヴァ
- モローキオ
- オッピド・マメルティーナ
- リッツィーコニ
- テッラノーヴァ・サッポ・ミヌーリオ
- ヴァラポーディオ

## 行政

### 分離集落
タウリアノーヴァには、以下の分離集落（フラツィオーネ）がある。
- San Martino, Amato, Pegara, Donna Livia